# Dibutyl-ftalát
Dibutyl-ftalát (DBP) je lipofilní ester kyseliny ftalové. Za běžných podmínek má formu bezbarvé kapaliny a je považována za látku toxickou pro reprodukci.

## Použití
Nejčastěji se používá jako změkčovadlo v plastech, zejména polyvinylchloridu (PVC).

## Regulace
DBP je rozhodnutím Evropské komise 1999/815/ES zakázáno (společně s pěti dalšími ftaláty – DEHP, DIDP, DINP, DBP, a DNOP) v hračkách a předmětech, které děti do 3 let vkládají do úst.

## Prioritní nebezpečná látka v EU
28. října 2008 Evropská agentura pro chemické látky zveřejnila oficiální seznam prioritních nebezpečných chemikálií, které vzbuzují mimořádné obavy a budou podléhat autorizaci v rámci směrnice REACH ,. Spolu s dalšími dvěma ftaláty do něj byl zařazen i DBP.